# Automobilmanufaktur-Scheib

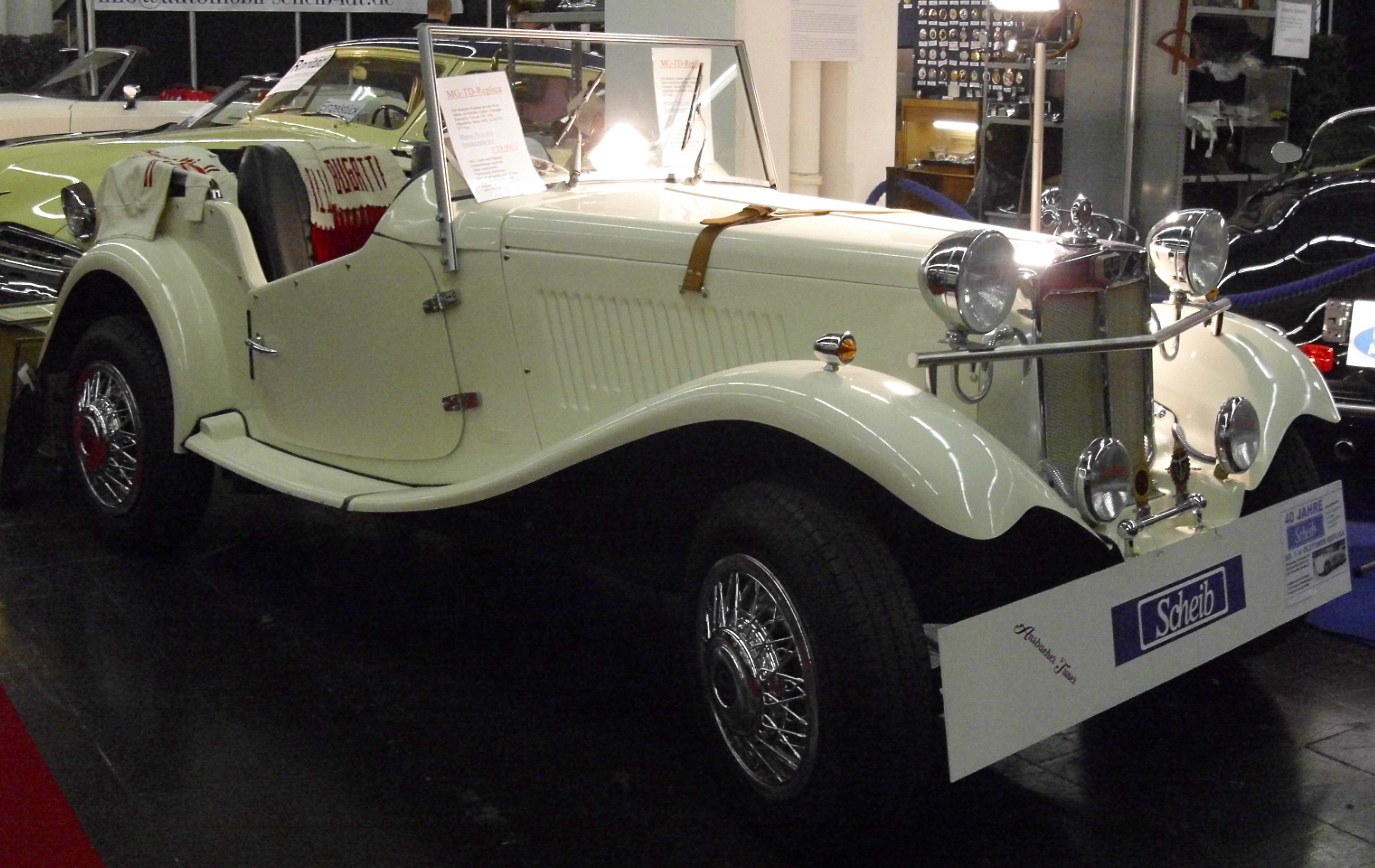
Scheib MG TD

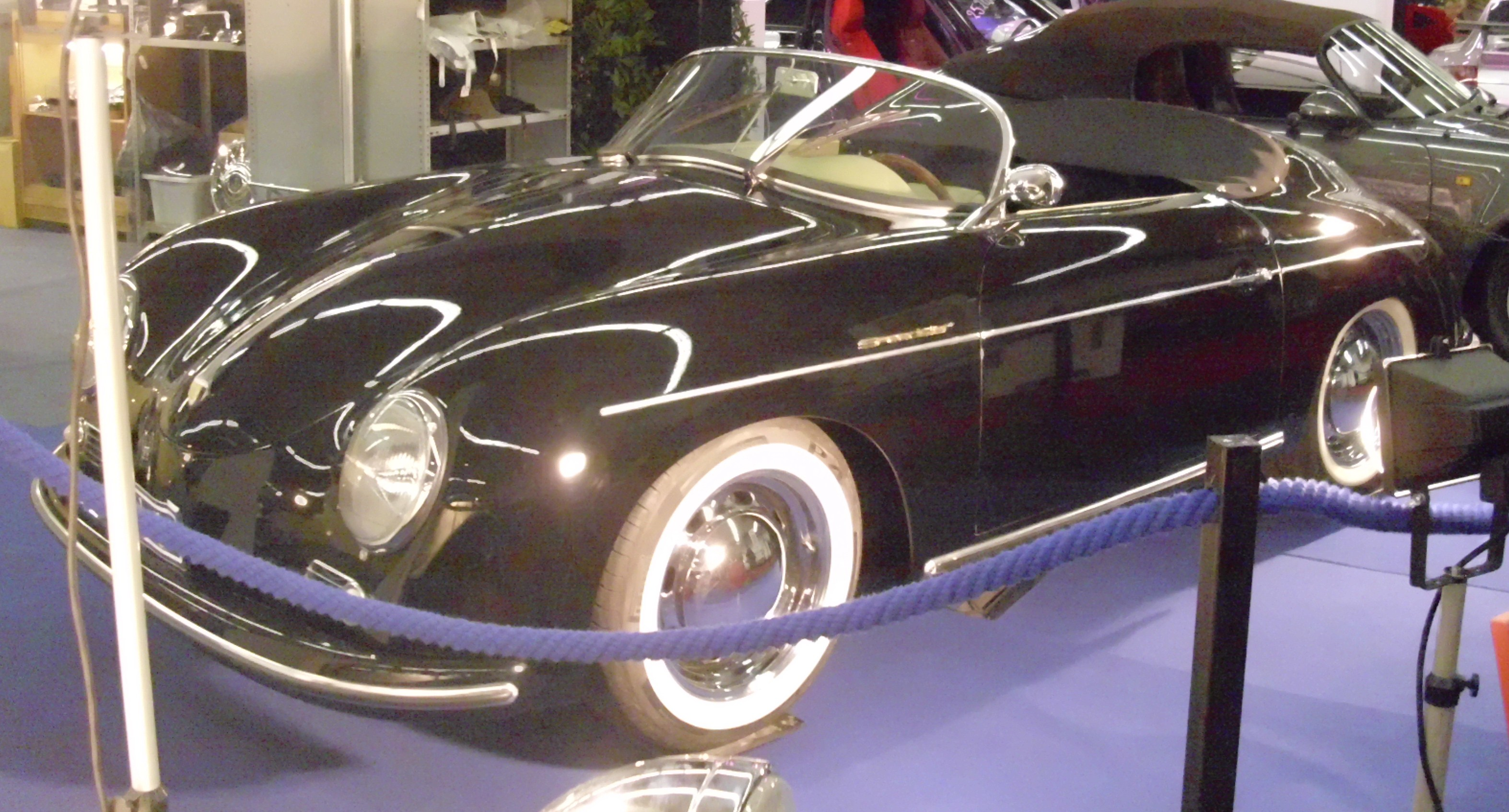
Scheib Speedster

Automobilmanufaktur-Scheib-Ltd. war ein Fahrzeugbauunternehmen in Ansbach. Ernst Scheib († 22. Februar 2018) gründete 1975 das Unternehmen unter dem Namen Automobilbau Scheib. Das Unternehmen stellte Replikas her. In den 2010er Jahren wurde es aufgelöst.

## Beschreibung
1975 erschien als erstes Modell ein Nachbau des Bugatti Type 35 auf dem Fahrgestell des VW Käfers. Später folgten Nachbauten des MG TD und Mercedes-Benz SS. Ab 1983 entstanden auch Fahrzeuge auf Basis von Opel Kadett und VW Golf. Weitere Modelle waren Nachbauten des Mercedes-Benz 540 K, Mercedes-Benz 170 und BMW 328. Mechanische Grundlage waren nun Fahrzeuge wie Renault 5, Ford Sierra und Jaguar XJ 6. Außerdem wurden Nachbildungen von AC Cobra mit V8-Motor, Ferrari Daytona Spyder, Lamborghini Countach mit Motor vom Audi 200 oder Porsche 911, Porsche 356 Speedster mit Vierzylindermotor von VW und Mercedes-Benz SLR mit Sechszylindermotor der Daimler AG produziert. Laut Unternehmensangaben entstanden auch Nachbauten des Mercedes-Benz 220 S und Mercedes-Benz 380. Nachbauten des Mercedes-Benz 300 SL waren zumindest geplant, allerdings ist es unklar, ob tatsächlich welche gefertigt wurden, da Daimler-Benz sich bei Nachbauten dieses Modells allgemein auf des Design- und Urheberrechtsschutz berief und Nachbauten zerstören ließ.